# N-Формилметионин
N-формилметионин —  производная аминокислоты метионина, с формильной группой присоединенной к аминной группе. Используется для инициации синтеза белка с генов бактерий, митохондрий и пластид.
Часто удаляется из полипептидной цепи в процессе посттрансляционной модификации.
N-формилметионин играет важную роль в синтезе белка бактерий, митохондрий и хлоропластов.
Он не используется при синтезе белков эукариот, закодированных в ядре, и белков архей.
В организме человека N-формилметионин распознается иммунной системой как чужеродный агент или сигнал повреждения клеток, и стимулирует организм для борьбы с потенциальной инфекцией.

## Роль при синтезе белка
N-формилметионин — это стартовый остаток при синтезе белков у бактерий, и, следовательно, расположен на N-конце синтезирующегося полипептида.
Формилметионин доставляется к комплексу рибосомы и мРНК специализированной тРНК (тРНКfMet), которая имеет 3'-UAG-5' антикодон, способный связываться со старт-кодоном 5'-AUG-3' мРНК.
Таким образом, N-формилметионин кодируется тем же кодоном, что и метионин.
При инициации трансляция кодон AUG связывается с тРНКfMet, и N-формилметионин используется вместо метионина, становясь первой аминокислотой полипептидной цепи.
Когда AUG встречается не в начале мРНК, он связывается с тРНКMet, и в синтезирующийся белок вставляется немодифицированный метионин.
В некоторых организмах встречаются вариации описанного механизма.
Добавление формильной группы в метионин катализируется ферментом метионил-тРНК-формилтрансферазой.
Эта модификация производится уже после того, как метионин был присоединен к тРНКfMet аминоацил-тРНК-синтетазой.
Метионин может быть присоединен и к тРНКfMet, и к тРНКMet.
Однако формилтрасфераза селективно катализирует добавление формильной группы к метионину только в составе тРНКfMet, но не тРНКMet.
N-концевой формилметионин отщепляется от большинства белков бактерий в результате двух последовательных ферментативных реакций.
На первой стадии, пептиддеформилаза отщепляет формильную группу, превращая остаток формилметионина в остаток метионин.
Затем метионинаминопептидаза (МАП) удаляет первый осадок метионина из цепи.

## Значение для иммунологии
Так как N-формилметионин присутствует в белках бактериального происхождения, но отсутствует в белках эукариот (за исключением белков органелл), то иммунная система может использовать его для распознавания "свой-чужой".
Гранулоциты способны связывать белки, начинающиеся с N-формилметионина, и использовать их для привлечения циркулирующих в крови лейкоцитов, и стимуляции бактерицидных процессов, таких как фагоцитоз.
Однако N-формилметионин все же присутствует в белках, синтезированных в митохондриях и хлоропластах.
Поэтому в рамках более современных теорий N-формилметионин расценивается в качестве сигнала тревоги, свидетельствующего о повреждении митохондрий, а также бактериальных клеток.
N-формилметионин встречается в составе некоторых эффекторных пептидов.
Например, N-формилметионил-лейцил-фенилаланин (FMLP) активирует лейкоциты и другие типы клеток путем связывания с рецептором формилпептидов типа 1 (FPR1) и рецептором формилпептидов типа 2 (FPR2), являющихся G-белок сопряженными рецепторами.
Действуя через эти рецепторы, формилметионин-содержащие пептиды и белки являются частью системы врожденного иммунитета.
Они способны как инициировать острое воспаление, так и подавлять его в зависимости от ряда условий.
Олигопептиды и белки, содержащие N-формилметионин, участвуют также в формировании других физиологических и патологических реакций организма.